# Alzatea verticillata
Alzatea verticillata Ruiz & Pav. è una pianta angiosperma dell'ordine Myrtales. È l'unica specie nota del genere Alzatea Ruiz & Pav. e della famiglia Alzateaceae S.A.Graham.